# Spezia Calcio
Spezia Calcio je italijanski nogometni klub iz mesta La Spezia. Ustanovljen je bil leta 1906 in aktualno igra v Serie A, 1. italijanski nogometni ligi.
Vidnejši rezultati iz domačih tekmovanj so trije naslovi prvaka in en naslov podprvaka Serie C, naslov prvaka in trije naslovi podprvaka Serie C2 ter zmaga play-offa Serie B v sezoni 2019/20, kar je klubu prineslo prvi nastop v Serie A. Prav tako pa ima Spezia tudi 2 naslova prvaka pokala (2004/05, 2011/12) in dva naslova prvaka superpokala (2006, 2012) Serie C. Evropskih rezultatov Spezia še nima.
Domači stadion Spezie je Stadio Alberto Picco, ki sprejme 23.860 gledalcev. Barvi dresov sta črna in bela. Nadimki nogometašev so Aquilotti ("Mali Orli"), Aquile ("Orli") in Bianconeri ("Beločrni").